# Allerey-sur-Saône
Allerey-sur-Saône [alʁɛ syʁ son] ist eine französische Gemeinde mit 809 Einwohnern (Stand: 1. Januar 2022) im Département Saône-et-Loire in der Region Bourgogne-Franche-Comté. Sie gehört zum Arrondissement Chalon-sur-Saône und zum Kanton Gergy. Die Bewohner werden Alleriens und Alleriennes genannt.

## Geographie
Allerey-sur-Saône liegt etwa 17 Kilometer nordöstlich von Chalon-sur-Saône am Fluss Saône, in den im Osten die Dheune und im Westen die Vandaine einmünden. Nachbargemeinden von Allerey-sur-Saône sind Saint-Gervais-en-Vallière im Norden, Saint-Martin-en-Gâtinois im Nordosten, Bragny-sur-Saône im Osten, Verdun-Ciel im Südosten, Verjux im Süden, Gergy im Westen und Südwesten sowie Saint-Loup-Géanges im Westen und Nordwesten.

## Bevölkerungsentwicklung
| Jahr      | 1962 | 1968 | 1975 | 1982 | 1990 | 1999 | 2006 | 2015 |
| Einwohner | 596  | 533  | 504  | 550  | 592  | 616  | 740  | 810  |

## Verkehr

Bahnhof (um 1910)

In Allerey kreuzen sich die Departementsstraßen D 5 und D 970. Südöstlich der Gemeinde verläuft die Nationalstraße N 73.
Am 2. Oktober 1871 eröffnete die Compagnie des chemins de fer de Paris à Lyon et à la Méditerranée PLM eine Bahnstrecke von Chalon über Allerey nach Dole, am 12. Juli 1887 dann Abzweige von Allerey nach Chagny und Seurre. Damit wurde der Bahnhof Allerey zum Kreuzungsbahnhof der neu definierten Bahnstrecken Seurre–Chalon-sur-Saône und Chagny–Dole-Ville. In den Richtungen Dole und Seurre endete der Personenverkehr bereits 1938; 1954 wurde der Bahnhof für den Personenverkehr geschlossen.

## Sehenswürdigkeiten
- Pfarrkirche La Nativité-de-la-Vierge mit Ursprüngen aus dem 15. Jahrhundert, zwischen 1714 und 1716 fast vollständig neu gebaut, seit 2001 als Monument historique klassifiziert[1]
- Kapelle in Huilly
- Schloss Allerey aus dem 18. Jahrhundert, in Teilen seit 2008 als Monument historique eingeschrieben[2]
- Wassermühle im Weiler Moulin-Neuf, im Jahre 1755 neu errichtet

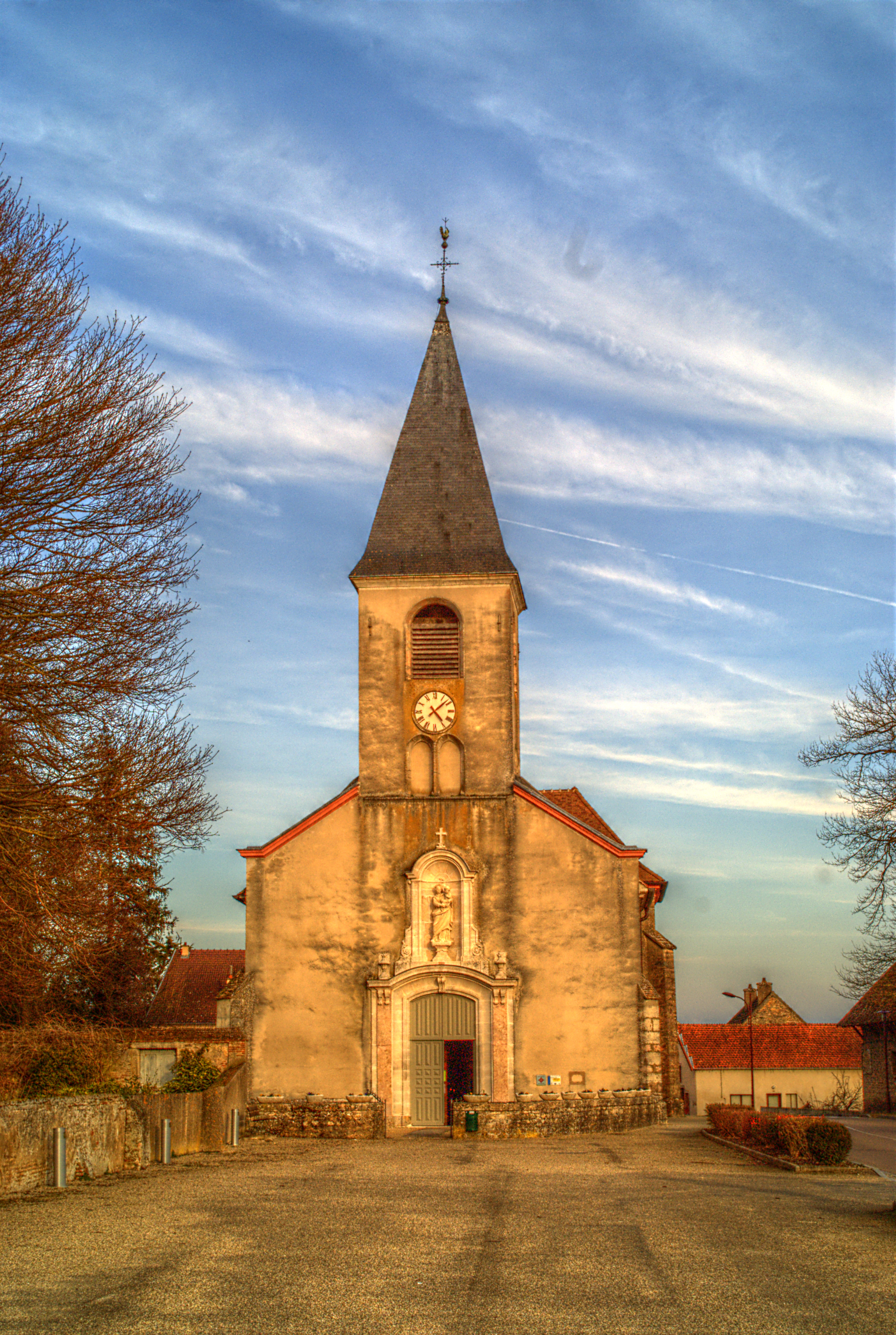
Kirche La Nativité-de-la-Vierge
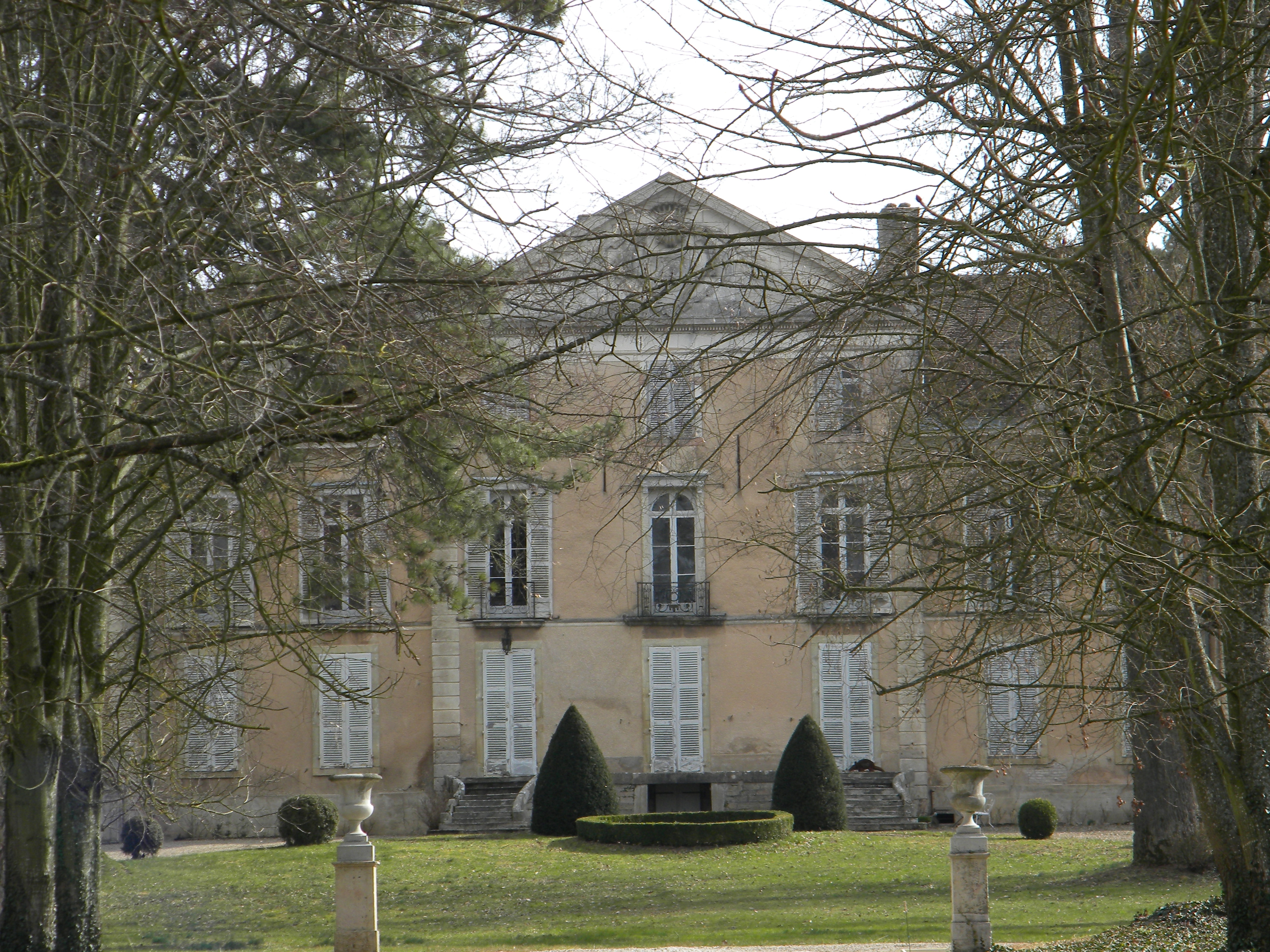
Schloss Allerey